# 1-я союзная воздушно-десантная армия
1-я союзная воздушно-десантная армия (англ. First Allied Airborne Army) — оперативное объединение вооружённых сил западных союзников по антигитлеровской коалиции во Второй мировой войне.
1-я союзная воздушно-десантная армия была объединением союзников, сформированным 2 августа 1944 года по приказу генерала Дуайта Д. Эйзенхауэра, Верховного главнокомандующего экспедиционными силами союзников. Это формирование входило в состав экспедиционных сил союзников, подчиняясь напрямую главному командованию, не входя в состав групп армий союзников, и контролировало все воздушно-десантные силы союзников в Западной Европе с августа 1944 по май 1945 года. К ним относились IX командование военно-транспортной авиации (IX Troop Carrier Command) ВВС США, XVIII воздушно-десантный корпус, который контролировал 17-ю, 82-ю и 101-ю воздушно-десантные дивизии и ряд независимых воздушно-десантных подразделений, все британские воздушно-десантные силы, включая 1-ю и 6-ю воздушно-десантные дивизии плюс 1-ю польскую отдельную парашютную бригаду (пол. 1. Samodzielna Brygada Spadochronowa).
С момента своего создания и до конца Второй мировой войны формирование командовало воздушно-десантными силами союзников, которые участвовали в наступлении союзников через Северо-Западную Европу, включая Голландскую операцию в сентябре 1944 года, отражая немецкое контрнаступление, начатое во время битвы за Арденну в период с декабря 1944 по январь 1945 года и Рейнская воздушно-десантная операция в марте 1945 года. Затем 20 мая 1945 года это формирование было официально расформировано, британские части под его командованием вернулись в Соединённое Королевство, а американские части были переименованы в 1-ю воздушно-десантную армию (First Airborne Army) и приняли командование американским сектором оккупации в Берлине.

## Предыстория
Генерал Дуайт Д. Эйзенхауэр, верховный главнокомандующий экспедиционными силами союзников, считал, что требуется единое командование, наделённое полномочиями для координации всех воздушно-десантных подразделений, руководства воздушно-десантными операциями и командования приданными армейскими, военно-морскими и военно-воздушными подразделениями. Организация должна была быть основана на модели модифицированного штаба корпуса и должна находиться под командованием высокопоставленного офицера Военно-воздушных сил армии США (United States Army Air Forces (USAAF)). 20 мая 1944 года, подразделение Главного командования экспедиционных сил союзников (SHAEF) рекомендовало объединить все британские и американские воздушно-десантные части в единое формирование; однако военно-транспортные подразделения по-прежнему оставались бы независимыми и находились под контролем Экспедиционных военно-воздушных сил союзников (Allied Expeditionary Air Force (AEAF)). Эта рекомендация была направлена 12-й группе армий, 21-й группе армий и ВВС США.

### Поддержка и противодействие
Рекомендация о создании объединённой воздушно-десантной армии подверглась критике и была отвергнута начальником штаба 12-й группы армий генерал-майором Левеном Купером Алленом. Аллен утверждал, что большая численность американских воздушно-десантных войск, различия в оснащении и персонале между британскими и американскими формированиями, а также тот факт, что имеющиеся транспортные самолеты способны перевозить только общее количество американских воздушно-десантных войск, а не британских, всё это означало, что не было необходимости в едином командовании как американскими, так и британскими воздушно-десантными войсками.
Королевские ВВС были независимой организацией, в отличие от ВВС США, и старшие британские командиры воздушно-десантных войск опасались, что офицер ВВС будет командовать солдатами, на случай, если Королевские ВВС смогут использовать это позже в качестве прецедента для командования британскими воздушно-десантными войсками. Офицеры Экспедиционных военно-воздушных сил союзников выдвинули дополнительные возражения относительно административных проблем, связанных с назначением подразделений королевских ВВС в предлагаемый объединённый штаб. Главный маршал авиации Траффорд Ли-Мэллори, главнокомандующий ВВС США, утверждал, что следует следовать первоначальной рекомендации — объединить американские и британские воздушно-десантные силы, но оставить авиационные военно-транспортные подразделения под командованием ВВС США.
Однако 21-я группа армий и ВВС США согласились с рекомендацией, предложив внести лишь несколько незначительных изменений, и 17 июня генерал-майор Гарольд Р. Булл, помощник начальника штаба по операциям и планам (G-3) Главного командования экспедиционных сил союзников, рекомендовал, чтобы для объединённых воздушно-десантных войск был создан штаб, но такой, который не контролировал бы авиационные военно-транспортные подразделения.

### Назначение Бреретона и активизация формирования

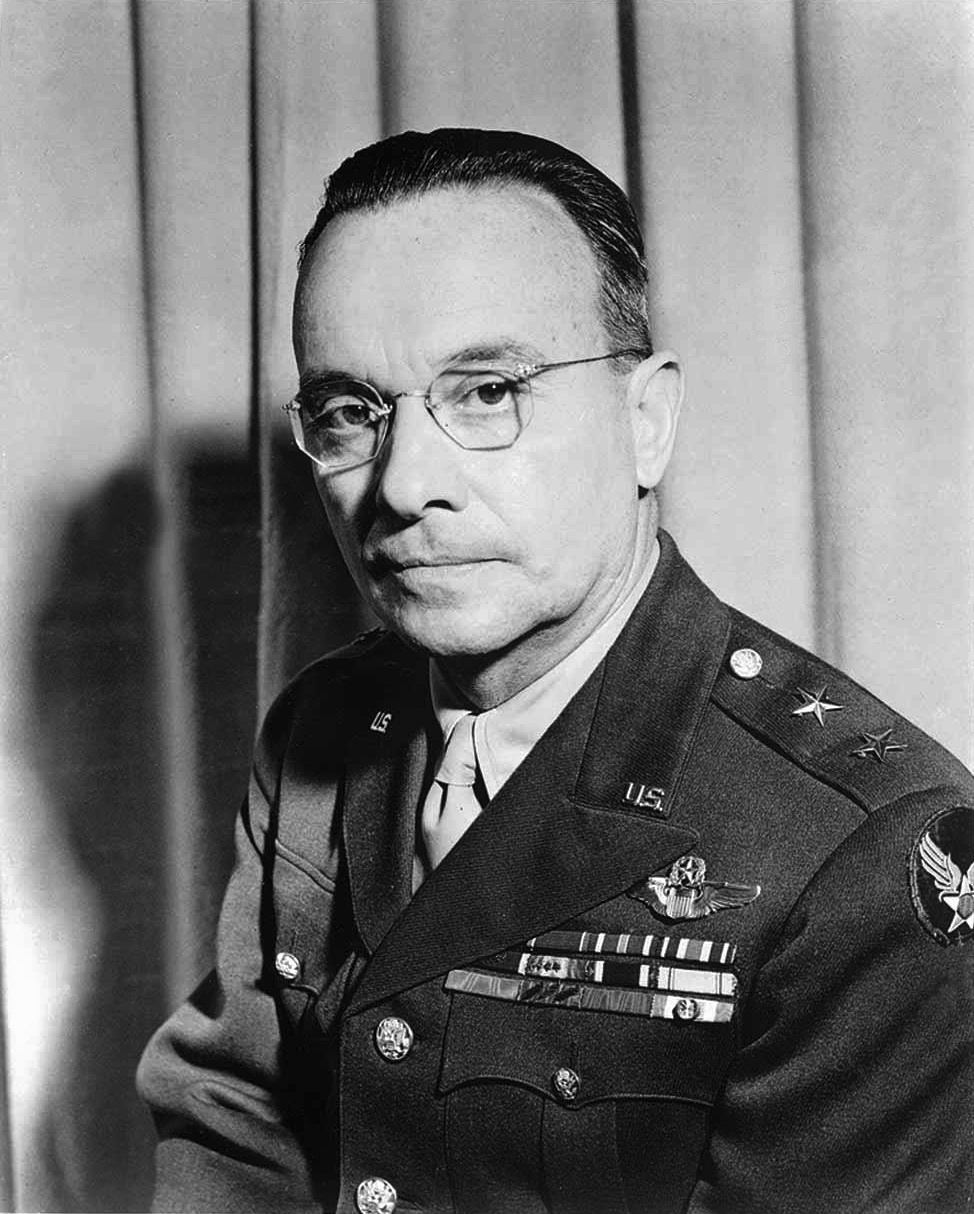
Генерал-лейтенант Льюис Бреретон.

Несмотря на оппозицию, Эйзенхауэр по-прежнему был убеждён в необходимости единого объединённого командования, которое контролировало бы как воздушно-десантные силы, так и авиационные военно-транспортные подразделения, и изложил своё предложение в посланиях генералу армии Джорджу Маршаллу и генералу ВВС Генри Х. Арнольду с просьбой назначить офицера ВВС США командующим воздушно-десантными войсками. Маршалл, однако, попросил дальнейшего разъяснения роли командующего, спросив, будет ли он просто выполнять функции командира корпуса воздушно-десантных дивизий или командовать всеми воздушными и наземными войсками, и кто будет командовать воздушно-десантными войсками после того, как они высадятся и вступят в бой. После долгих обсуждений трое мужчин согласились, что командующий ВВС будет контролировать все воздушно-десантные силы до тех пор, пока ситуация на земле не позволит обеспечить нормальную материально-техническую поддержку задействованных сил, после чего управление вернется к наземному командиру.
Решив проблемы с тем, что и когда будет контролировать командир объединённого штаба, затем начался поиск квалифицированных кадров, которые могли бы служить в штабе. Военное министерство США указало, что часть персонала из Воздушно-десантного центра в Кэмп-Макколле будет доступна для нового штаба и что штаб Второй воздушно-десантной бригады будет расформирован, а его личный состав переведен в новое подразделение. Кроме того, Стратегические военно-воздушные силы США в Европе (United States Strategic Air Forces) выделят десять офицеров и пятьдесят рядовых.
После обсуждения между Эйзенхауэром, Арнольдом и Маршаллом было решено, что первым командующим формированием должен быть генерал-лейтенант ВВС США Льюис Хайд Бреретон (Lewis Brereton), который командовал 9-й воздушной армией ВВС США. Бреретон узнал о своем назначении 17 июля во время совещания с командующим ВВС США генералом Карлом Спаатсем и поначалу не был убежден в достоинствах объединённого штаба, предложив вместо этого передать американские воздушно-десантные силы под командование 9-й воздушной армии, предложение, которое было отклонено Эйзенхауэром.
Поскольку Бреретон согласился на его назначение, 2 августа 1944 года была задействована 1-я союзная воздушно-десантная армия.

### Название и структура
Бреретон рекомендовал переименовать объединённый штаб в «1-ю союзную воздушно-десантную армию», что было одобрено Эйзенхауэром 16 августа после непродолжительного периода противодействия со стороны генерал-майора Булла, который утверждал, что такое название было бы неточным, поскольку, по его мнению, не было намерения использовать организацию в качестве армии. Новой организации был передан оперативный контроль над IX командованием военно-транспортной авиации (ВТА), XVIII воздушно-десантным корпусом и британским I воздушно-десантным корпусом и всеми их вспомогательными подразделениями. Подразделения ВТА Королевских ВВС предполагалось назначать по мере необходимости.
Как командующий 1-й союзной воздушно-десантной армией Бреретон был непосредственно подотчётен Шефу и генералу Эйзенхауэру. В его обязанности входили подготовка и распределение объектов, разработка новой авиационной техники, консультации с главнокомандующими ВВС и военно-морскими силами союзников, а также планирование и проведение воздушно-десантных операций.

## Отменённые операции во Франции
В августе 1944 года американские войска под командованием генерала Омара Брэдли начали операцию «Кобра», цель которой заключалась в том, чтобы позволить союзным войскам вырваться из Нормандии после нескольких месяцев медленного продвижения против сильного немецкого сопротивления. Операция была успешной, несмотря на ожесточённую немецкую контратаку 7 августа под кодовым названием Операция «Люттих», и несколько немецких дивизий оказались в ловушке под Фалезом в так называемом Фалезском кармане. После этого союзники начали быстро продвигаться вперед.
В конце августа и начале сентября для 1-й союзной воздушно-десантной армии было запланировано несколько воздушно-десантных операций в поддержку быстрого продвижения союзных сухопутных войск.
- Операция «Преображение» (Transfigure) заключалась в том, чтобы закрыть брешь между Орлеаном и Парижем, чтобы блокировать отступление немецких войск. Однако операция была отменена до её начала, когда союзные войска захватили Дрё, город, который был запланированным пунктом высадки воздушно-десантных войск; опасения генерала Эйзенхауэра, что такая воздушно-десантная операция создаст тяжёлое бремя для ограниченного наземного транспорта, доступного союзным силам, также способствовали принятию решения чтобы отменить операцию.[12]
- Операция «Топорище» (Axehead) заключалась в захвате мостов через реку Сену в поддержку 21-й группы армий.
- Операция «Боксёр» (Boxer) была связана с захватом Булони с использованием тех же сил, что и «Преображение».
- Операция «Линнет» (Linnet) заключалась в захвате переправ вокруг Турне и создании плацдарма над рекой Шельда (Эско), который отрезал бы большое количество отступающих немецких соединений аналогично операции «Преображение».
- Операция «Линнет II» (Linnet II) заключалась в высадке войск в районе Ахена и Маастрихта, чтобы отрезать отступающие немецкие войска.
- Операция «Влюблённый» (Infatuate) заключалась в высадке войск на острове Валхерен, чтобы помочь открыть порт Антверпен, отрезав немцам путь к отступлению через устье Шельды.
- Операция «Комета» (Comet) предусматривала использование британской 1-й воздушно-десантной дивизии вместе с польской 1-й отдельной парашютной бригадой для захвата нескольких мостов через реку Рейн, чтобы помочь наступлению союзников на Северо-Германскую низменность. Однако несколько дней плохой погоды и опасения по поводу растущего уровня немецкого сопротивления привели к отмене операции 10 сентября.

Большинство операций были отменены из-за быстрого передвижения сухопутных войск союзников по мере их продвижения через Францию и Бельгию, поскольку это не дало 1-й союзной воздушно-десантной армии достаточно времени для планирования операции и развёртывания своих сил до того, как цели были захвачены наземными войсками. Эта ситуация, однако, изменилась к середине сентября, когда союзные войска вошли в соприкосновение с немецкой границей и линией Зигфрида и столкнулись со значительным сопротивлением немцев, при этом немецкие войска начали создавать организованные оборонительные позиции, а продвижение союзников замедлилось.

## Голландская операция
Голландская операция («Маркет-Гарден») была расширенной версией отменённой операции «Комета» с использованием трёх дивизий 1-й союзной воздушно-десантной армии (101-я воздушно-десантная дивизия, 82-я воздушно-десантная дивизия и 1-я воздушно-десантная дивизия).
Движущей силой создания операции был фельдмаршал Бернард Монтгомери, который не соглашался со стратегией «широкого фронта», поддерживаемой Эйзенхауэром, в соответствии с которой все армии союзников в Северо-Западной Европе наступали одновременно. Монтгомери считал, что против немецких войск следует нанести единый удар. Союзные войска под общим командованием Монтгомери должны были пройти через Нидерланды через переправы через реки, захваченные воздушно-десантными войсками, обойти линию Зигфрида с фланга, выйти на Северо-Германскую низменность и сформировать северный рукав атаки на Рур.
Маркет-Гарден состоял из двух вспомогательных операций: «Маркет» — воздушно-десантная атака с целью захвата ключевых мостов, проведённая 1-й союзной воздушно-десантной армией, и «Гарден» — наземная атака британской 2-й армии, в первую очередь XXX корпуса.
В ходе операции удалось освободить голландские города Эйндховен и Неймеген. Однако она не достигла своей стратегической цели — позволить 2-й британской армии перейти Недер-Рейн по мосту в Арнеме. 1-я воздушно-десантная дивизия, на которую была возложена задача захвата Арнема, была эвакуирована 25 сентября 1944 года после того, как дивизия понесла тяжёлые потери.

## Арденнская операция
С провалом Голландской операции наступление союзников остановилось, сменившись несколькими месяцами почти статичных боев против обороняющихся немецких войск, при этом воздушно-десантные операции союзников не планировались и не проводились. Однако этот период был прерван, когда немцы по приказу Адольфа Гитлера начали крупное наступление; 16 декабря 1944 года началась операция «Дозор на Рейне», в ходе которой три немецкие армии (5-я танковая, 6-я танковая и 7-я полевая) атаковали через Арденны, сотни тысяч немецких солдат и танков прорвали линию союзников на американском участке. Операция застала силы союзников врасплох, и несколько подразделений под командованием 1-й союзной воздушно-десантной армии были вовлечены в попытку союзников сначала остановить, а затем отразить наступление; в основном это были 101-я воздушно-десантная дивизия, 82-я воздушно-десантная дивизия, 17-я воздушно-десантная дивизия и 6-я воздушно-десантная дивизия.
С окончанием участия 101-й, 17-й и 82-й воздушно-десантных дивизий в отражении немецкого контрнаступления в Арденнах в период с декабря 1944 по январь 1945 года воздушно-десантные войска под командованием 1-й союзной воздушно-десантной армии не будут участвовать в другой воздушно-десантной операции до марта.

## Рейнская воздушно-десантная операция
К марту 1945 года союзные армии продвинулись вглубь Германии и достигли реки Рейн. Рейн был серьёзным естественным препятствием для наступления союзников, но в случае прорыва позволил бы союзникам выйти на Северо-Германскую низменность и в конечном итоге наступать на Берлин и другие крупные города северной Германии. Фельдмаршал Бернард Монтгомери, командующий британской 21-й группой армий, разработал план, позволяющий войскам под его командованием форсировать Рейн, под названием Операция «Грабёж», и 1-й союзной воздушно-десантной армии было поручено поддержать его в операции под кодовым названием Операция «Университет».
Первоначально для участия в намеченной операции были выделены три воздушно-десантные дивизии: британская 6-я воздушно-десантная дивизия, 13-я воздушно-десантная дивизия США и 17-я воздушно-десантная дивизия США, подчиненная XVIII воздушно-десантному корпусу. Однако стало очевидно, что 13-я воздушно-десантная дивизия не сможет участвовать в операции, поскольку транспортных самолётов было достаточно только для перевозки двух дивизий. Поэтому план операции был изменён с использованием только 6-й британской и 17-й воздушно-десантной дивизий США.
Извлекая уроки из провала операции «Маркет-Гарден», план операции «Университет» изменил тактику воздушно-десантных войск:
- Воздушно-десантные войска будут переброшены на относительно небольшое расстояние в тыл немецких войск, тем самым гарантируя, что подкрепления смогут соединиться с ними в течение короткого периода времени.
- Две воздушно-десантные дивизии будут переброшены одновременно в ходе одного «подъёма», а не в течение нескольких дней, как это произошло во время операции «Маркет-Гарден». Из-за этого Рейнская воздушно-десантная операция станет крупнейшей воздушно-десантной операцией с одним десантом, проведённой во время Второй мировой войны.
- Поставки для воздушно-десантных войск будут осуществлены как можно скорее, чтобы обеспечить достаточное снабжение воздушно-десантных войск во время их боевых действий.[18]
- Воздушно-десантные войска должны были высадиться после первоначальной высадки десанта.[19]

Сухопутные войска, принимавшие участие в Рейнской операции, начали наступление в 21:00 23 марта 1945 года и за ночь захватили ряд переправ на восточном берегу Рейна. Затем две воздушно-десантные дивизии были развёрнуты для проведения операции «Университет», высадившись в 10:00 24 марта 1945 года недалеко от города Хамминкельн. Перед ними был поставлен ряд задач: захватить Дирсфордтер-Вальд — лес, который возвышался над Рейном и имел дорогу, соединяющую несколько городов вместе; захватить несколько мостов через реку Эйссел и захватить Хамминкельн.
Все цели были захвачены и удержаны в течение нескольких часов после начала операции, и к наступлению ночи 24 марта, 15-я (Шотландская) пехотная дивизия соединилась с частями 6-й воздушно-десантной. К 27 марта союзники располагали 14 дивизиями на восточном берегу реки. Генерал Эйзенхауэр позже заявил, что операция «Университет» была «самой успешной воздушно-десантной операцией, проведённой на сегодняшний день».

## Дальнейшие отменённые операции
Несколько воздушно-десантных операций были запланированы для дивизий, находящихся под контролем 1-й союзной воздушно-десантной армии, после окончания операции «Университет».
- Операция «Арена» (Arena) предусматривала высадку от шести до десяти дивизий на так называемый «стратегический плацдарм» в районе Касселя на севере Германии, чтобы лишить немецких защитников значительной части территории и предоставить союзным армиям плацдарм для дальнейшего продвижения вглубь Германии. 13-я была выбрана для участия вместе с 17-й, 82-й и 101-й воздушно-десантными дивизиями США, а также британской 6-й и 1-й воздушно-десантными дивизиями.[22] Предварительная дата проведения операции была назначена на 1 мая после того, как все необходимые воздушно-десантные и воздушно-десантные пехотные дивизии были размещены и снабжены, но в конечном итоге она была отменена 26 марта из-за быстрого перемещения союзных сухопутных войск, что сводило на нет необходимость проведения операции.[23]
- Операция «Чокер II» (Choker II) должна была представлять собой воздушную высадку на восточном берегу Рейна близ Вормса, Германия, во время которой дивизии оставалось всего несколько часов до вылета, прежде чем операция была отменена из-за того, что наземные войска союзников захватили предполагаемые районы высадки.
- Операция «Эффективный» (Effective) была разработана для того, чтобы отрезать район Альп от немцев, чтобы предотвратить создание последнего опорного пункта, но была отменена, когда разведка показала, что такого опорного пункта не существует.[24]

## Состав
- 1-я союзная воздушно-десантная армия (First Allied Airborne Army)
  - 18-й американский воздушно-десантный корпус (XVIII Airborne Corps)
    - 13-я воздушно-десантная дивизия (13th Airborne Division (in 1945))
    - 17-я воздушно-десантная дивизия (17th Airborne Division)
    - 82-я воздушно-десантная дивизия (82d Airborne Division)
    - 101-я воздушно-десантная дивизия (101st Airborne Division)

  - 1-й британский воздушно-десантный корпус (I Airborne Corps)
    - 1-я воздушно-десантная дивизия (1st Airborne Division)
    - 6-я воздушно-десантная дивизия (6th Airborne Division)
    - 52-я (Лоулендская) дивизия (авиатранспортабельная) (52nd (Lowland) Division (Air Transportable))
    - Бригада Особой воздушной службы (Special Air Service (SAS) Brigade)
      - 1-й батальон специального назначения (британский) (1 SAS (British))
      - 2-й батальон специального назначения (британский) (2 SAS (British))

    - 3-й батальон специального назначения (французский) (3 SAS (French))
      - 4-й батальон специального назначения (французский) (4 SAS (French))
      - 5-й батальон специального назначения (бельгийский) (5 SAS (Belgian) )

    - 1-я польская отдельная парашютная бригада (1st Independent Parachute Brigade)

  - 9-е командование военно-транспортной авиации (IX Troop Carrier Command)
    - 50-е крыло военно-транспортной авиации (50th Troop Carrier Wing)
    - 52-е крыло военно-транспортной авиации (52d Troop Carrier Wing)
    - 53-е крыло военно-транспортной авиации (53d Troop Carrier Wing)

  - Группа № 38 КВВС (No. 38 Group RAF)
  - Группа № 46 КВВС (No. 46 Group RAF)